# Калпана Чавла
Калпана Чавла (англ. Kalpana Chawla, гінді कल्पना चावला; нар. 17 березня 1962, Карнал, Індія — пом. 1 лютого 2003, над Техасом) — американська астронавтка, астронавтка NASA з 1994. З 6 іншими астронавтами загинула в катастрофі шатлу «Колумбія».
Інтерес Чавли до польоту був натхненний Джахангіром Ратанджі Дадабхою Тата, індійським піонером авіації.
Одружилася з французьким незалежним пілотом-інструктором Жаном-П'єром Гаррісоном у 1983 році і стала громадянкою США у 1990 році.
Чавла та інші 6 астронавтів загинули в катастрофі шатлу «Колумбія».

## Нагороди
- На честь астронавтки названо астероїд 51826 Калпаначавла.
- Указом Президента України від 19 червня 1998 року № 659 «за значний особистий внесок у розвиток космонавтики, зміцнення міжнародного співробітництва в галузі космічних досліджень» нагороджена відзнакою Президента України — орденом «За заслуги» III ступеня[3].